# شهرستان دامیانگ
شهرستان دامیانگ (به لاتین: Damyang County) یک منطقهٔ مسکونی در کره جنوبی است که در جئولانام-دو واقع شده‌است. شهرستان دامیانگ ۴۵۵٫۰۹ کیلومتر مربع مساحت و ۵۱٬۴۲۰ نفر جمعیت دارد.

## خواهرخوانده
شهر تاکه‌هارا، هیروشیما خواهرخواندهٔ شهرستان دامیانگ هست.